# اسپیریدون خازاپیس
اسپیریدون خازاپیس (یونانی: Σπυρίδων Χαζάπης؛ زادهٔ ۱۸۷۲ - درگذشته نامشخص) یک شناگر اهل یونان بوده است.
از افتخارات وی میتوان به کسب مدال نقره ۱۰۰ متر آزاد ملوانان در بازی‌های المپیک تابستانی ۱۸۹۶ اشاره کرد.